# Ioánnis Vardinoyiánnis
Ioánnis Vardinoyiánnis (en grec moderne : Γιάννης Βαρδινογιάννης), dit Jigger (Tζίγγερ), né le 7 avril 1962, est un pilote de rallyes grec, spécialiste du rallye de l'Acropole.

## Biographie
Il commence sa carrière comme copilote de Yórgos Raptopoúlos durant deux saisons en 1982 et 1983 (sur Audi Quattro), ce dernier devenant à son tour son copilote en 1984 (toujours sur Audi Quattro).
Sa carrière derrière le volant s'étale régulièrement de 1984 à 1992 avec sa propre équipe "Jigger", Konstantinos "Kostas" Stefanis étant toujours à ses côtés depuis 1985.
En Championnat du monde des rallyes (WRC), il participe sept fois à son rallye national (l'Acropole) entre 1986 et 1992, n'étant contraint à l'abandon qu'une fois et terminant à cinq reprises dans les dix premiers (meilleur classement 6e en  1988, sur Lancia Delta Integrale).

## Palmarès

### Titres
- Sextuple Champion de Grèce des rallyes, en 1987, 1988, 1989, 1990, 1991 et 1992, sur Lancia Delta Integrale (16V à partir de 1990, et avec aussi une Audi Quattro en 1987);
  - Vice-champion de Grèce des rallyes, en 1985 sur Audi Quattro;

### Victoire et podiums en ERC
- Rallye de l'Olympe, en 1992 sur Lancia Delta Integrale 16V;
  - 2e du Rallye Halkidiki en 1988 et 1989, et 3e en 1987;

### Victoires en championnat de Grèce
- Plus de trente, de 1985 à 1992.